# Daihatsu
Daihatsu Motor Co., Ltd. (ダイハツ工業株式会社, Daihatsu kōgyō kabushiki-kaisha), fondé en 1907, est le plus vieux constructeur automobile nippon. Il appartient à Toyota et possède plusieurs modèles en commun avec cette marque.
Au Japon, Daihatsu doit l'essentiel de sa diffusion aux Keijidōsha, ou Kei-cars, une catégorie de voitures respectant certaines cotes (moins de 3,40 m de long, moins de 1,48 m de large et moteur de 660 cm3 maximum).

## Histoire
La firme Daihatsu a été créée en 1907 pour fabriquer des moteurs à combustion interne.

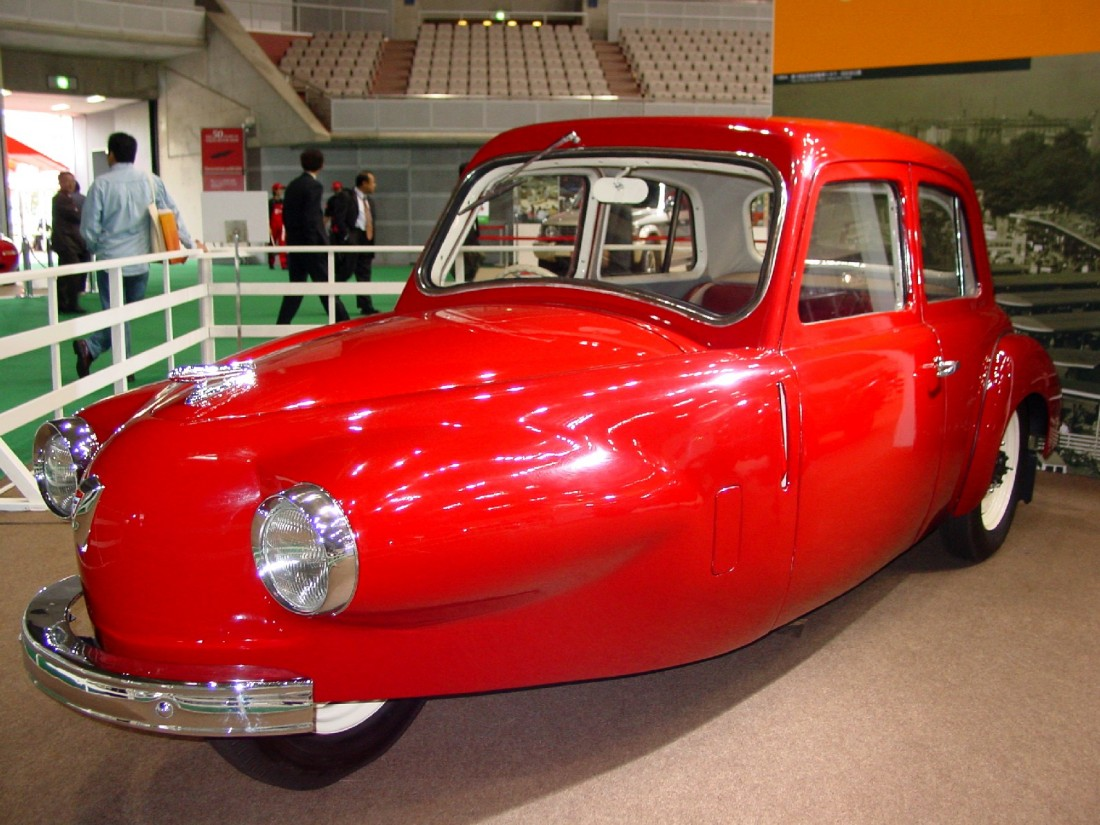
La Daihatsu Bee de 1951 compte 4 places et 3 roues.

La production de véhicules ne débute qu'en 1930 avec des tricycles et le nom définitif de la marque n'est adopté qu'en 1951, en même temps que la réalisation de sa première automobile à carrosserie, la BEE, qui compte trois roues. Le nom du constructeur est un acronyme composé de deux kanjis, l'un étant le premier de la ville d'Ōsaka (大阪, Ōsaka) et le deuxième le premier du mot « moteur » (発動機, hatsudōki). L'acronyme ainsi créé se lit « Daihatsu ». 
En 1955, le puissant MITI (Ministry of International Trade and Industry) japonais propose le People's Car Plan qui encourage vivement les entreprises japonaises à se lancer dans la production de petites voitures pour le plus grand nombre, et plus seulement dans celle de voitures relativement imposantes réservées aux administrations. C'est ce qui motivera la commercialisation de la première berline Daihatsu à quatre roues (Fellow).
En 1964, Daihatsu complète sa gamme vers le haut avec la Compagno Berlina, une petite berline de la taille d'une Toyota Publica.
En 1967, Daihatsu passe sous le contrôle de Toyota. Les deux premiers modèles issus de cette fusion sont la Consorte, lancée en 1969 et dérivée de la nouvelle Toyota Publica de 1968, et la Charmant, lancée en 1974, et dérivée de la Toyota Corolla sortie la même année.
Aujourd'hui la firme Daihatsu est, comme son rival Suzuki, surtout spécialisée dans les keijidosha, ces petites voitures qui bénéficient de taxes allégées au Japon. En 2008, 98,5 % de la diffusion de Daihatsu au Japon (cinquième constructeur du pays, avec 12 % de part de marché) était assurée par les keijidosha. Cette proportion a atteint 98,8 % en 2010 (pour une part de marché ramenée à 11,4 %). Cette stratégie est complémentaire à celle de Toyota, son propriétaire (à hauteur de 51,19 %), qui propose des véhicules sur tous les segments, sauf justement celui des keijidosha. Les Daihatsu peuvent donc être considérées par leurs dimensions et par leurs prix comme l'entrée de gamme de la marque Toyota.
Dans une étude réalisée en France en 2010, l’UFC Que choisir a classé des marques automobiles selon leur fiabilité : la première place revenait à Daihatsu avec 96,02 % de taux de fiabilité.
À l'image des autres firmes automobiles nippones, la croissance de Daihatsu fut extrêmement rapide. De 6 000 unités fabriquées en 1964, la production de Daihatsu est passée à 71 000 unités en 1976, 142 000 en 1986, 351 000 en 1996 avant de frôler les 500 000 en 1999.
Daihatsu arrêtera les exportations vers l'Europe pour 2013 en cause des ventes qui s'y sont écroulées ces dernières années (moins de 20 000 voitures vendues en 2010 sur le Vieux continent). Combiné à un taux de change défavorable et à des normes anti-pollution et de sécurité très strictes, ces ventes décevantes ont fini par convaincre le constructeur japonais de recentrer ses activités.
En janvier 2016, Toyota annonce l'acquisition des participations qu'il ne détient pas dans Daihatsu, soit 48,8 % de l'entreprise, pour 3 milliards de dollars.
En décembre 2023, Daihatsu suspend au Japon sa production jusqu'à fin janvier 2024 à la suite d'un scandale de tests de sécurité truqués. Le ministère japonais des Transports a inspecté le siège de la société après un rapport indépendant révélant 174 irrégularités dans ses processus de certification de sécurité, certaines datant de 1989. Les tests falsifiés concernent 64 modèles, y compris ceux fabriqués pour Toyota, Mazda et Subaru. Cette suspension de production, affectant quatre usines au Japon, entraînera des répercussions sur plus de 8 100 fournisseurs de Daihatsu. L'entreprise négocie des compensations avec eux.
Et en janvier 2024, le ministère japonais des Transports annonce finalement le retrait des certifications de trois modèles d'utilitaires produits pour les marques Daihatsu, Toyota et Mazda. Ces trois fourgonnettes ne pourront donc plus être produites ni vendues au Japon.

## Modèles d'automobile

### Modèles anciens
Toutes petites voitures (keijidōsha)
- Daihatsu Midget (ja)(1957)[8]
- Daihatsu Hijet (en) (1960)
- Daihatsu Fellow (1966)
- Daihatsu Cuore (1977)
- Daihatsu Esse petite voiture de la catégorie Keijidosha, réservée au Japon, lancée fin 2005.
- Daihatsu Sonica citadine de la catégorie Keijidosha, réservée au Japon, produite de 2006 à 2009.
- Daihatsu Mira Gino (1999) petite voiture de la catégorie Keijidosha. Deuxième génération importée en Europe sous le nom Daihatsu Trevis. Production arrêtée pour 2011.
- Daihatsu Naked (1999)
- Daihatsu Domino (1986)
- Daihatsu Mira (1980)
- Daihatsu Trevis appelée Mira Gino au Japon (où elle est une Keijidosha) ; production arrêtée en 2011.
- Daihatsu Opti (1992)
- Daihatsu Move (1995)
- Daihatsu Terios Kid (1998)

Petits modèles et compactes
- Daihatsu Charade (1977)
- Daihatsu Sirion (1999)
- Daihatsu Berlina (1965)
- Daihatsu Consorte (1969)
- Daihatsu Charmant (1974)
- Daihatsu Applause (en) (1989)
- Daihatsu Gran Move (1996)
- Daihatsu YRV (2000)

Coupés et cabriolets
- Daihatsu Copen (2002) mini coupé-cabriolet.

Grandes berlines
- Daihatsu Altis (2000) Toyota Camry rebadgée. Dernière génération lancée en 2006 et retirée du catalogue Daihatsu en 2010.

4x4 et SUV
- Daihatsu Taft (1975) mini tout-terrain.
- Daihatsu Terios (1998) petit 4x4.
- Daihatsu Rocky (1984) 4x4.
- Daihatsu Freeclimber (1996) 4x4 techniquement proche du Rocky.
- Daihatsu Feroza (1993)

Utilitaires
- Daihatsu Atrai (1983)
- Daihatsu Extol (2001)

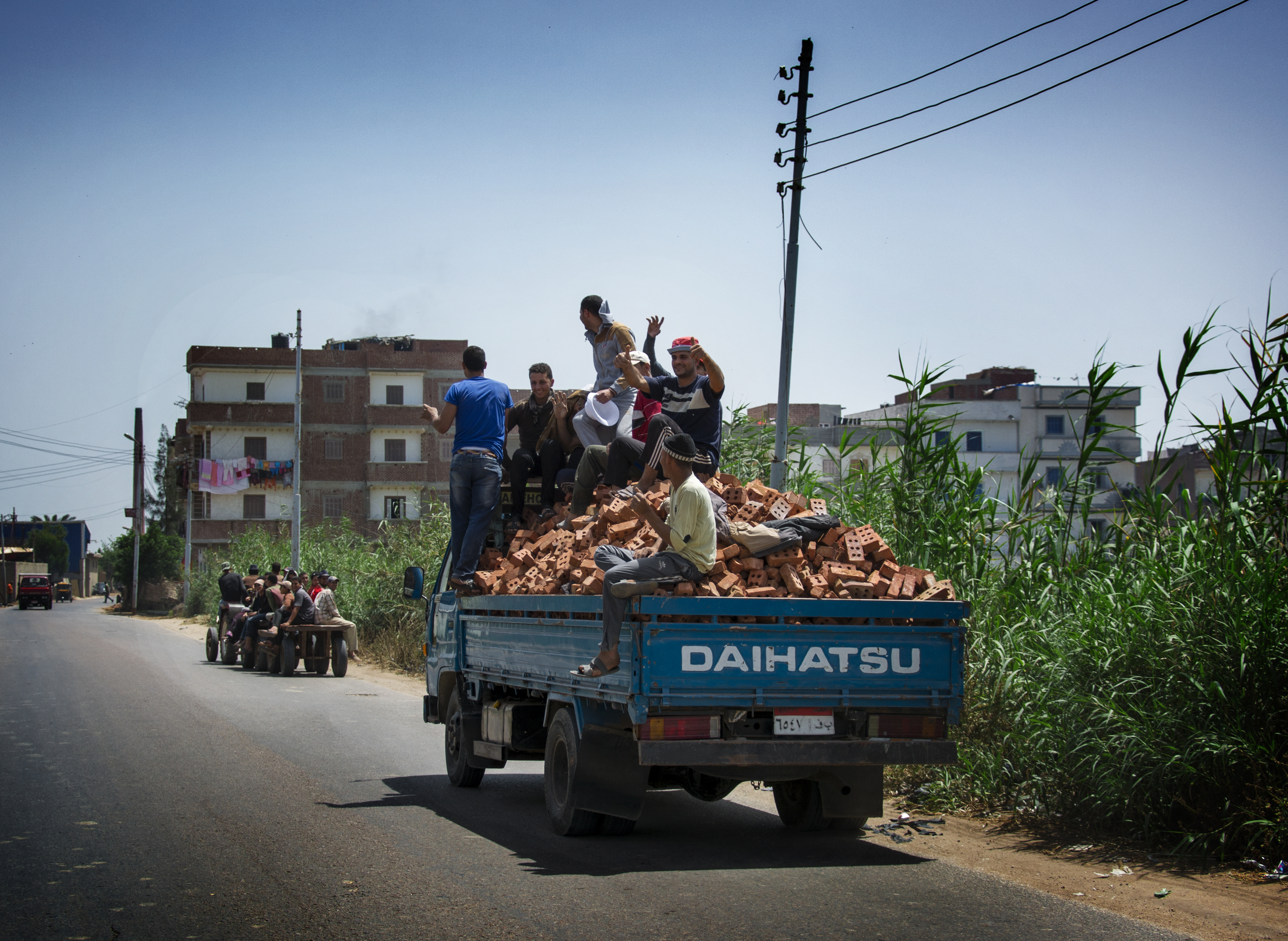
Transport de briques en Égypte avec un Daihatsu Delta, en 2016.

- Daihatsu Delta (1976) camion produit par Daihatsu.

### Gamme actuelle au Japon
- Daihatsu Mira petite voiture de la catégorie Keijidosha, renouvelée au printemps 2007 au Japon, à l'été 2008 en Europe ou elle s'appelle Daihatsu Cuore.
- Daihatsu Mira Cocoa petite voiture de la catégorie Keijidosha, lancée pendant l'été 2009.
- Daihatsu Move petite voiture renouvelée fin 2006 de la catégorie Keijidosha, uniquement vendue au Japon. Best-seller.
- Daihatsu Tanto petit modèle cubique à gros succès de la catégorie Keijidosha, lancée en 2003 et seulement vendue au Japon. Deuxième génération présentée à Tokyo en octobre 2007.
- Daihatsu Tanto Exe petit modèle de la catégorie Keijidosha, lancée en 2009 et seulement vendue au Japon.
- Daihatsu Atrai minivan appartenant à la catégorie des Keijidosha, vendu seulement au Japon.
- Daihatsu Boon petite voiture appelée Daihatsu Sirion en Europe. Vendue également comme Toyota Passo au Japon ainsi que comme Subaru Justy en Europe, ou encore comme Perodua Myvi en Malaisie et au Royaume-Uni.
- Daihatsu Be-Go petit tout-chemin renouvelé en 2006, appelé Rush chez Toyota au Japon et Daihatsu Terios en Europe.
- Daihatsu Copen petit cabriolet à toit rigide escamotable, classé dans la catégorie Keijidosha au Japon.
- Daihatsu Coo jumelle des Toyota bB et Subaru Dex (pour DEsign boX), appelée Daihatsu Materia en Europe.
- Daihatsu Taft (LA900), keijidōsha lancée en 2020

### Dernière gamme en Europe (jusqu'en 2012)
- Daihatsu Cuore, appelée Mira au Japon (où elle est une Keijidosha), renouvelée au printemps 2007 au Japon, à l'été 2008 en Europe.
- Daihatsu Trevis, petite voiture appelée Mira Gino au Japon, vendue en Europe de 2006 à 2011.
- Daihatsu Sirion, appelée Boon au Japon. Vendue également comme Toyota Passo au Japon ainsi que comme Subaru Justy en Europe, ou encore comme Perodua Myvi en Malaisie et au Royaume-Uni.
- Daihatsu Terios, renouvelé en 2006, appelé Be-Go au Japon, et Rush chez Toyota (au Japon également).
- Daihatsu Copen, petit cabriolet à toit rigide escamotable, diffusé sous le même nom au Japon.
- Daihatsu Materia, appelée Coo au Japon, jumelle des Toyota bB et Subaru Dex (pour DEsign boX).
- Daihatsu Charade, Toyota Yaris deuxième génération rebadgée à partir de 2011.

### Gamme actuelle dans le reste du Monde
- Daihatsu Luxio : Indonésie
- Daihatsu Xéna : Indonésie qui est le jumeau du Toyota Avanza vendu aussi en Chine par FAW

### Concept car
- Daihatsu Osanpo, présenté au salon de l'automobile de Tokyo 2023[9]
- Daihatsu Vision Copen, présenté au salon de l'automobile de Tokyo 2023[10]

## Lieux de production
- Usine d'Ikeda (Ikeda, préfecture d'Ōsaka)
- Usine de Shiga (Gamō, préfecture de Shiga)
- Usine de Kyōto (Otokuni, préfecture de Kyōto)
- Usine d'Ōita (Nakatsu, préfecture d'Ōita)
- Usine de Kurume (Kurume, préfecture de Fukuoka)